# Unha
Unha (en coréen 은하, 銀河 c'est-à-dire Galaxie) est une famille de lanceurs légers développés par la Corée du Nord dont le premier tir emportant un satellite a eu lieu en 2009. Un deuxième lancement a eu lieu en avril 2012 mais s'est conclu par un échec comme, selon les sources occidentales et russe, le précédent. Une troisième fusée a été lancée avec succès en décembre 2012 Les informations disponibles sur le lanceur, compte tenu de la nature très secrète du régime au pouvoir, sont indirectes et parcellaires. La fusée a des caractéristiques très proches du missile balistique à longue portée Taepodong-2 dont le développement a été condamné par une Résolution des Nations unies prise en 2006. Aussi les tirs de l'Unha sont considérés comme autant de menaces en particulier par les voisins immédiats de la Corée du Nord, Japon et Corée du Sud ainsi que par les États-Unis.

## Historique
Les origines du lanceur Unha sont liées à l'introduction des missiles soviétiques Scud cédés semble-t-il par l'Égypte dans les années 1970. Les ingénieurs nord-coréens développent à l'époque leurs propres versions de ce missile baptisées Hwasong 5 et Hwasong-6 ainsi qu'une version plus puissante, le missile Nodong. Par la suite la Corée du Nord met au point le missile Taepodong-1 constitué d'un premier étage dérivé du missile Nodong et d'un second étage dérivé du missile Hwasong-6. Selon les experts occidentaux, le missile Taepodong-1 long de 25 mètres est capable d'emporter une charge utile d'environ une tonne à une distance de 2 500 km. En aout 1998 la Corée du Nord lance depuis la base de Musudan-ri une version de ce missile  à trois étages, baptisée Paektusan (en référence au mont Paektu) qui emporte le petit satellite baptisé Kwangmyŏngsŏng 1. Les dirigeants nord-coréens prétendent avoir placé en orbite le satellite mais les pays occidentaux affirment que le lancement est un échec. Une version plus puissante du lanceur, long de 35 mètres et baptisé Taepodong-2, est lancée en juillet 2006 mais explose moins d'une minute après le décollage.
La Corée du Nord commence le développement d'une nouvelle famille de lanceurs baptisé Unha dérivant des missiles et lanceurs précédents. Le premier lancement de Unha-2 a lieu en avril 2009 mais est un échec. Le nouveau lanceur long de 30 mètres et une masse de 95 tonnes. Le premier étage utilise des moteurs du missile Nodong

## Caractéristiques techniques
Le lanceur, dans la version tirée en 2009 (Unha-2), a une longueur d'environ 30 mètres pour un diamètre maximal de 2,4 mètres et une masse au décollage de 90 tonnes. Le lanceur Unha comprend trois étages, :
- Le premier étage est un héritage du missile balistique nord-coréen à courte portée Nodong lui-même dérivé du Scud soviétique. L'étage de l'Unha utilise 4 moteurs Nodong qui fournissent une poussée au décollage de 1 138 kN (114 tonnes). Chaque moteur dispose de sa propre turbopompe et consomme un mélange hypergolique d'UDMH et d'acide nitrique (AK-27 remplacé par du peroxyde d'azote sur Unha-3).
- Le second étage utilise un moteur développé par la Corée du Nord et brûle les mêmes ergols que le premier étage. Sa conception est identique au second étage du lanceur iranien Safir (fourni par la Corée du Nord)  avec un diamètre plus important (1,5 mètre). La poussée dans le vide serait de 147 kN  et le temps de combustion de 300 secondes.
- Le troisième étage, incorporé dans la coiffe, utilise un propergol solide et serait identique à un étage supérieur du lanceur chinois Longue Marche 1. Sa poussée serait de 35 kN et le temps de combustion d'environ 107 secondes.
- La coiffe a une hauteur longueur de 2 mètres pour un diamètre de 1,25 mètre.

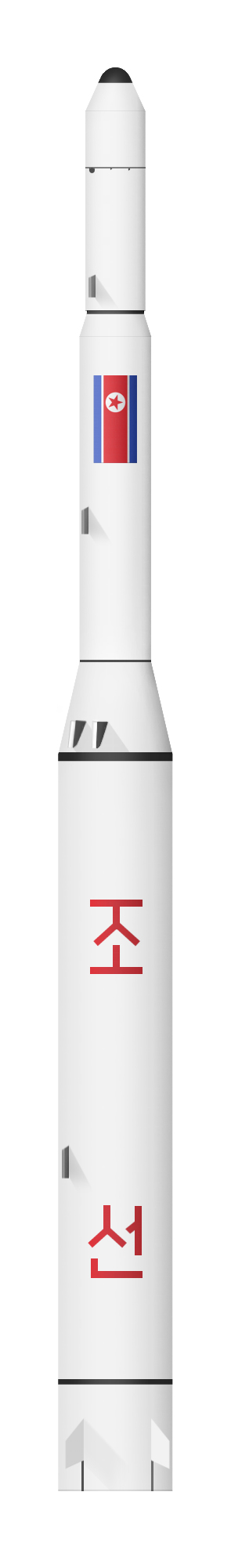
Unha-2

La charge utile pour l'orbite basse est d'environ 100 kg pour la version Unha-2.
| Version du lanceur          | Version du lanceur          | Unha-2           | Unha-3                |
| --------------------------- | --------------------------- | ---------------- | --------------------- |
| Charge utile (orbite basse) | Charge utile (orbite basse) | 80 kg            | 110 kg                |
| Longueur                    | Longueur                    | 29,5 m           | 30 m                  |
| Masse totale                | Masse totale                | 94,5 t           | 91 t.                 |
| 1er étage                   | Désignation                 |                  |                       |
| 1er étage                   | Longueur                    | 15 m             | 15 m                  |
| 1er étage                   | Diamètre                    | 2,4 m            | 2,4 m                 |
| 1er étage                   | Masse (dont propergol)      | 75,2 t (62,7 t)  | 73,4 t (61,2 t)       |
| 1er étage                   | Moteurs-fusées              | 4 x Nodong       | 4 x Nodong            |
| 1er étage                   | Propergol                   | UDMH/AK-27       | UDMH/Peroxyde d'azote |
| 1er étage                   | Poussée                     | 1137 kN          | 1259 kN               |
| 1er étage                   | Impulsion spécifique (sol)  | 247 s            | 259 s                 |
| 1er étage                   | Durée de fonctionnement     | 130 s            | 120 s                 |
| 1er étage                   | Matériau                    | Aluminium        | Aluminium             |
| 2e étage                    | Désignation                 |                  |                       |
| 2e étage                    | Longueur                    | 9,3 m            | 9,3 m                 |
| 2e étage                    | Diamètre                    | 1,5 m            | 1,5 m                 |
| 2e étage                    | Masse (dont propergol)      | 17,9 t (14,9 t.) | 18 t (15 t)           |
| 2e étage                    | Moteurs-fusées              | 2 x LRE-15       | 2 x LRE-15+           |
| 2e étage                    | Propergol                   | UDMH/AK-27       | UDMH/Peroxyde d'azote |
| 2e étage                    | Poussée                     | 141 kN           | 147,5 kN              |
| 2e étage                    | Impulsion spécifique (vide) | 290 s            | 300 s.                |
| 2e étage                    | Durée de fonctionnement     | 300 s            | 200-220 s             |
| 2e étage                    | Matériau                    |                  |                       |
| 3e étage                    | Désignation                 | KM               |                       |
| 3e étage                    | Longueur                    | 3,20 m           | 3,7 m.                |
| 3e étage                    | Diamètre                    | 1,25 m           | 1,25 m                |
| 3e étage                    | Masse (dont propergol)      | 1,3 t (0,9 t)    | 4,2 t (3 t)           |
| 3e étage                    | Moteurs-fusées              |                  | 2 x LRE-4+            |
| 3e étage                    | Propergol                   | propergol solide | UDMH/Peroxyde d'azote |
| 3e étage                    | Poussée                     | 20 kN            | 35,4 kN               |
| 3e étage                    | Impulsion spécifique (vide) | 260 s.           | 290 s.                |
| 3e étage                    | Durée de fonctionnement     | 110 s            | 245 s                 |
| 3e étage                    | Matériau                    |                  |                       |

## Historique des lancements

### Unha 1
Le lanceur Unha-2 prend la suite d'un lanceur de taille plus modeste appelé Unha-1 qui a été tiré une fois le 5 juillet 2006 mais qui a explosé après le décollage. Le premier étage de ce lanceur était un missile Nodong allongé de 4,5 mètres et le second étage un développement nouveau analogue au Safir IRLV propulsé par deux petits moteurs-fusées.

### Unha 2 (2009)
Le 5 avril 2009, la Corée du Nord lance depuis la base de Musudan-ri la fusée Unha-2 porteuse du satellite de télécommunications Kwangmyŏngsŏng 2 (en coréen étoile brillante). Les dirigeants coréens affirment que le lancement est un succès et que le satellite a été placé sur une orbite elliptique de 490 × 1 426 km pour un inclinaison de 40,6°. Mais cette affirmation est contestée par les spécialistes internationaux (occidentaux et russes) qui affirment que le lanceur nord-coréen n'a placé aucun objet en orbite.

### Unha 3 (2012-2016)

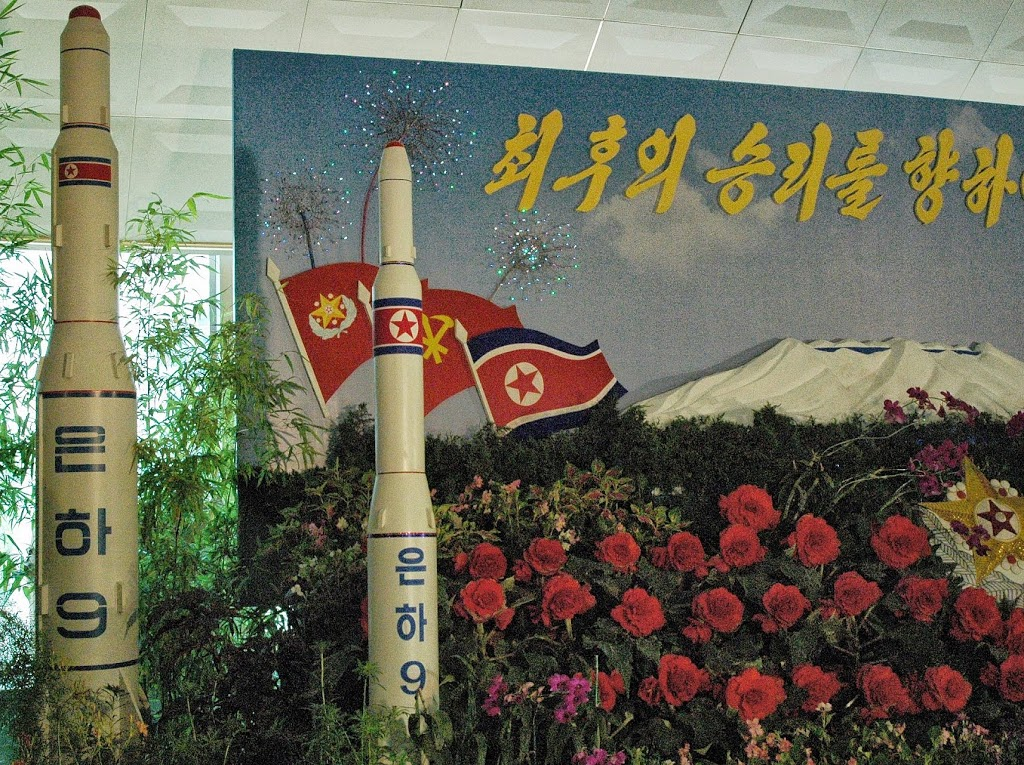
Modèle Unha-9 en vedette à Pyongyang.

Le 13 avril 2012, la Corée du Nord a lancé une version légèrement plus puissance baptisée Unha-3 porteuse d'un satellite baptisé Kwangmyŏngsŏng 3 depuis la nouvelle base de lancement de Sohae située sur la côte occidentale à 50 kilomètres de la ville frontalière chinoise de Dandong. Il s'agissait de marquer le centième anniversaire de la naissance du dirigeant fondateur de la Corée du Nord Kim Il-sung. Le satellite, destiné à l'observation de la Terre d'après les déclarations officielles nord-coréennes, devait être placé sur une orbite polaire. L'impulsion spécifique du premier et du second étage de la version du lanceur utilisée est améliorée de plus de 4 % grâce au remplacement de l'acide nitrique par du peroxyde d'azote,. La fusée a explosé peu après son lancement alors qu'elle avait atteint l'altitude de 120 kilomètres et sans doute avant la séparation du premier et du second étage. Les débris du lanceur sont retombés dans la mer Jaune à 165 kilomètres à l'ouest de Séoul. Alors que le régime avait nié l'échec du lancement de 2009, il a cette fois reconnu la défaillance du lanceur.
Le 12 décembre 2012 à 00:49 UTC, un tir est effectué avec succès emportant un satellite nommé Kwangmyŏngsŏng 3 numéro 2 d'une masse de 100 kg faisant de la Corée du Nord la 10e puissance spatiale.
Comme pour le tir de 2009, les lancements de 2012 sont condamnés par la majorité des États y compris la République populaire de Chine car ils sont assimilés à une tentative de mise au point d'un missile balistique à longue portée : la Résolution 1718 du Conseil de sécurité des Nations unies adoptée en 2006 frappe d'interdit les travaux de la Corée du Nord dans ce domaine .  
| Désignation | Date de lancement | Charge utile              | Résultats                  | Remarques                             |
| ----------- | ----------------- | ------------------------- | -------------------------- | ------------------------------------- |
| Unha-1      | 5/7/2006          | ?                         | échec                      |                                       |
| Unha-2      | 5/4/2009          | Kwangmyŏngsŏng 2          | échec (source occidentale) |                                       |
| Unha-3      | 13/4/2012         | Kwangmyŏngsŏng 3          | échec                      | Version utilisant du peroxyde d'azote |
| Unha-3      | 12/12/2012        | Kwangmyŏngsŏng 3 numéro 2 | succès                     |                                       |
| Unha-3      | 7/2/2016          | Kwangmyŏngsŏng 4          | succès                     |                                       |

## Avenir du programme
L'édition internet du Rodong Sinmun du 3 janvier 2013, a cité un scientifique disant qu'il y aurait six autres lanceurs de satellites. Les rapports indiquent que l'Unha 4 et 5 sont destinés à lancer des satellites d'observation de la Terre, Unha 6, 7 et 8 mettrait probablement en orbite des satellites de communication et Unha 9 porterait un orbiteur lunaire.

### Sources
- (en) Brian Harvey, Henk H.F. Smid, Theo Pirard, Emerging space powers : the new space programs of Asia, the Middle East and South America, Springer Praxis, 2010 (ISBN 978-1-4419-0873-5)
- Florence Gaillard-sborowsky, « La Corée du Nord spatiale », Recherches & documents, Fondation pour la Recherche Stratégique, nos 02/2016,‎ février 2016, p. 32 (ISBN 978-2-911101-88-5, lire en ligne)